# Костас Стефанис
Костас Стефанис (грч. Κωνσταντίνος Στεφανής; 1928 — 29. октобар 2016) је био грчки психијатар и министар здравља и социјалне заштите од 2002. до 2004.

## Биографија
Рођен је 1928. године у Каламбаки. Докторирао је на Медицинском факултету Универзитета у Атини 1953. и завршио је обуку из психијатрије и неурологије у Универзитетској болници Егинитион. Године 1955. је учествовао у првој клиничкој студији са хлорпромазином у Грчкој. Од 1960—1965. је радио постдокторско истраживање на Универзитету Макгил. Године 1970. је изабран за професора и директора психијатријске клинике Универзитета у Атини. Био је председник Хеленског психијатријског и неуролошког друштва, Етичког комитета 1977—1983, Светског психијатријског удружења 1983—1990. и Међународног друштва за превенцију и лечење од депресије. Године 1994. је постао члан Атинске академије чији је био и председник. Од 1996. до 2000. је био државни посланик Панхеленског социјалистичког покрета, док је од јуна 2002. до марта 2004. био ванпарламентарни министар здравља и социјалне заштите. Преминуо је 29. октобра 2016. у Атини.